# أكل الأجانب

## أكل الأجانب
Xenophagy (باليونانية "غريب" + "أكل") والتغاير (باليونانية "أخرى" + "مغذي") عبارة عن تغيرات في الأنماط الراسخة للاستهلاك البيولوجي، من قبل الأفراد أو المجموعات.
- في علم الحشرات، أكل الأجانب هو تغيير جذري في النظام الغذائي، مثل أن تصبح الحيوانات العاشبة آكلة اللحوم، أو أن يصبح المفترس آكلاً للجثث، أو أن تصبح آكلة الجثث آكلة اللحوم أو آكلة اللحوم، أو عكس هذه التغييرات.[1] التآصل هو تغيير أقل تطرفاً في النظام الغذائي، كما هو الحال في حالة الدعسوقة ذات البقع السبعة، والتي يمكنها تنويع النظام الغذائي لحشرات المن ليشمل في بعض الأحيان حبوب اللقاح.[2] هناك العديد من الحالات الواضحة للتباين في خنافس لونجيتارسوس الإسرائيلية.[3]
- في علم الأحياء الدقيقة، البلعمة الأجنبية هي العملية التي تقوم الخلية من خلالها بتوجيه الالتهام الذاتي ضد مسببات الأمراض، كما يتجلى في دراسة الدفاعات المضادة للفيروسات.[4] تعد أكل الأجانب الخلوية مكوناً فطرياً للاستجابات المناعية، [5] على الرغم من أن الأهمية العامة لأكل الأجانب ليست مؤكدة بعد.[6][7][8]
- في علم البيئة، ينعكس التآصل أيضاً في التخثث، وهو تغير في مصدر المغذيات مثل النظام البيئي المائي[9][10][11] الذي يبدأ في تلقي عناصر غذائية جديدة من تصريف الأراضي المحيطة.[12]